# Derarimus
Derarimus is een geslacht van kevers van de familie snoerhalskevers (Anthicidae).

## Soorten
- D. alisae Telnov, 2004
- D. ampliaticornis Uhmann, 1998
- D. angulatus Telnov, 2004
- D. auropilosus Uhmann, 1993
- D. besucheti Uhmann, 1990
- D. bicavatus Uhmann, 1998
- D. bidens Uhmann, 1999
- D. breviceps Uhmann, 1994
- D. brunneus Uhmann, 1993
- D. burckhardti Uhmann, 1994
- D. calamei Uhmann, 1996
- D. carinatus Bonadona, 1978
- D. cavicollis Uhmann, 1987
- D. cincinnulatus Telnov, 2004
- D. compacticornis Uhmann, 1998
- D. cornutus Telnov, 2004
- D. curticornis Uhmann, 1994
- D. ectypus Telnov, 2004
- D. erratus Telnov, 2006
- D. flavicornis Uhmann, 1996
- D. flavipubens Uhmann, 1996
- D. fortepunctatus Uhmann, 1996
- D. foveicollis Uhmann, 1996
- D. fulgens Uhmann, 1994
- D. fulvescens Uhmann, 1994
- D. humeratus Uhmann, 1994
- D. humerifer Uhmann, 1994
- D. irregularis Uhmann, 1993
- D. javanus Uhmann, 1994
- D. kurbatovi Telnov, 1998
- D. laticornis Uhmann, 1993
- D. loebli Uhmann, 1994
- D. luteipes Uhmann, 1996
- D. magnus Uhmann, 1993
- D. microphthalmus Uhmann, 1994
- D. minor Uhmann, 1994
- D. minutissimus Uhmann, 1994
- D. nigripennis Uhmann, 1994

- D. ovipennis Uhmann, 1996
- D. pahangensis Uhmann, 1996
- D. peniculatus Telnov, 2004
- D. posttibialis Uhmann, 1993
- D. riedeli Uhmann, 1993
- D. riga Telnov, 2001
- D. rimaderoculis Telnov, 2004
- D. robusticornis Uhmann, 1993
- D. robustus Uhmann, 1993
- D. rotundicollis Uhmann, 1993
- D. rugulosus Uhmann, 1993
- D. sabahensis Uhmann, 1998
- D. sarawakensis Telnov, 2004
- D. schillhammeri Uhmann, 1996
- D. schoedli Uhmann, 1996
- D. schuhi Uhmann, 1994
- D. schwendingeri Uhmann, 1990
- D. selangorensis Uhmann, 1996
- D. sellatus Uhmann, 1993
- D. sichuanus Telnov, 1998
- D. sinuatipennis Uhmann, 1993
- D. spinicollis Telnov, 2004
- D. sumatraensis Uhmann, 1999
- D. tricarinatus Uhmann, 1993
- D. uhmanni Telnov, 1998
- D. unicarinatus Uhmann, 1993
- D. yunnanus Telnov, 1998